# Callochiton calcatus
Callochiton calcatus är en blötdjursart som beskrevs av Bruno Dell'Angelo och Stefano Palazzi 1994. Callochiton calcatus ingår i släktet Callochiton och familjen Ischnochitonidae. Inga underarter finns listade i Catalogue of Life.